# Tijd voor Teenagers
Tijd voor Teenagers was een radioprogramma van de VARA dat werd uitgezonden in de periode 1959-1969 op Hilversum 1 en Hilversum 2
De eerste uitzending was op vrijdag 11 september 1959 om 17.00 uur en in de beginperiode werd ze gepresenteerd door hoorspelacteur Dick van 't Sant onder het pseudoniem Dick Duster. In 1961 nam Herman Stok de presentatie over. Het programma wordt door velen beschouwd als het eerste programma van een Nederlandse omroep dat popmuziek liet horen; niet geheel terecht. Bij de AVRO was Voor onze teenagers al in oktober 1958 te horen. Zo was er aandacht voor bekende artiesten uit die tijd, zoals Boudewijn de Groot, Elvis Presley, The Everly Brothers en Cliff Richard. Begin jaren 60 werd de Tijd voor Teenagers Top 5 geïntroduceerd. Deze hitlijst reflecteerde de smaak van luisteraars (voornamelijk middelbare-scholieren) die hun favoriete platen opgaven. Vanaf 30 november 1963 kwam het programma met een hitparade die samengesteld werd op basis van een onderzoek naar de verkoopcijfers van singles: de Tijd voor Teenagers Top 10.
De bedenker achter dit programma was Co de Kloet, die meer werkzaamheden voor de VARA verrichtte.